# Félix de Pau
Félix de Pau (né le 21 mai 1703 à Terlizzi et mort le 6 novembre 1782) est un évêque italien du XVIIIe siècle.

## Biographie
Félix de Pau devient évêque de Tropea en 1751 et le reste jusqu'en 1782.